# Толья
Толья (устар. Тол-Я) — река в Берёзовском районе Ханты-Мансийского автономного округа России. Устье реки находится в 103 км по правому берегу реки Волья. Длина реки составляет 95 км, площадь водосборного бассейна — 1270 км².
Высота истока свыше 381 м над уровнем моря. Высота устья — 33 м над уровнем моря.

## Притоки
- Утр (пр)
- 11 км: Оторья (пр)
- 17 км: Мурынгъя (пр)
- Харасоим (лв)
- Ойкаелыпалъя (лв)
- 45 км: Ватсалы-Алымъя (пр)
- 58 км: Маньлесья (пр)
- Вотсалиали (пр)
- Северная Лесья (пр)
- Южный Хоросоим (лв)
- 73 км: Паръя (пр)
- Пасъя (лв)
- Сысъя (лв)

## Данные водного реестра
По данным государственного водного реестра России относится к Нижнеобскому бассейновому округу, водохозяйственный участок реки — Северная Сосьва, речной подбассейн реки — Северная Сосьва. Речной бассейн реки — (Нижняя) Обь от впадения Иртыша.